# Tantilla miyatai
Tantilla miyatai är en ormart som beskrevs av Wilson och Knight 1987. Tantilla miyatai ingår i släktet Tantilla och familjen snokar. Inga underarter finns listade i Catalogue of Life.
Denna orm har en liten population i provinsen Pichincha i Ecuador. Exemplar hittades vid 150 meter över havet. De lever i städsegröna skogar och gräver tidvis i marken. Honor lägger ägg.
Beståndet hotas av skogens omvandling till jordbruksmark. Fram till 2014 hittades endast ett fåtal individer. IUCN listar arten med kunskapsbrist (DD).